# Quamtana merwei
Quamtana merwei är en spindelart som beskrevs av Huber 2003. Quamtana merwei ingår i släktet Quamtana och familjen dallerspindlar. Inga underarter finns listade i Catalogue of Life.